# Agrilinus striatus
Agrilinus striatus är en skalbaggsart som beskrevs av Schmidt 1910. Agrilinus striatus ingår i släktet Agrilinus och familjen Aphodiidae. Inga underarter finns listade i Catalogue of Life.